# Two of Us
Pour la chanson de 2019, voir Two of Us (chanson de Louis Tomlinson).
Pistes de Let It Be… Naked
The Long and Winding Road I've Got a Feeling
Pistes de Let It Be
Dig a Pony
Two of Us est une chanson des Beatles parue sur l'album Let It Be en 1970. Elle a été écrite et composée par Paul McCartney pour sa future femme Linda Eastman, mais est créditée Lennon/McCartney. Paul et John Lennon la chantent en duo.
Elle est également présente sur les albums Anthology 3 et Let It Be… Naked.

## Genèse
À l'origine, Two of Us est une chanson rock, avec une batterie à la Peggy Sue. Dans le film Let It Be, McCartney et Lennon chantent la chanson dans le même micro, dans un style plus énergique que la version finale. Elle perd ses accents rock au fur et à mesure que McCartney la travaille en janvier 1969, et elle devient plus introspective. Les Beatles interprètent la version finale de cette chanson aux studios Apple le 31 janvier 1969 : on retrouve cette version dans le film et sur l'album. Alors que les Beatles répètent la chanson sur un tempo très différent de la version finale, le 6 janvier 1969 dans les studios de Twickenham sous l'oeil des caméras de Michael Lindsay-Hogg, Paul McCartney critique le jeu de George Harrison. Celui-ci répond sèchement « Je jouerai ce que tu veux. Et si tu ne veux pas que je joue, je ne jouerai pas du tout ! Tout ce qui te fera plaisir, je le ferai ! » La situation s'envenime, poussant finalement Harrison à quitter provisoirement le groupe quatre jours plus tard,. Dans le documentaire The Beatles: Get Back, on voit le dénouement de cette prise de bec. On y voit aussi le groupe interpréter plusieurs fois ce titre, souvent de façon humoristique.
Dans son interview pour Playboy en 1980, Lennon affirme avoir écrit la chanson, mais il fut probablement distrait par la question précédente, qui concernait la chanson Don't Let Me Down :
Playboy : Don't Let Me Down ?
Lennon : C'est moi, qui chante à propos de Yoko.
Playboy : Two of Us ?
Lennon : De moi. Au fait, Rod Stewart a transformé Don't Let Me Down en [chante] "Maggie don't go-o-o". Celle-là, les éditeurs ne l'ont jamais remarquée...

## Analyse musicale
Les principaux instruments de la chanson sont les guitares acoustiques, mais elle inclut également une ligne de basse jouée avec une guitare électrique par George Harrison, et une batterie légère de Ringo Starr.
Au début de la chanson, on entend Lennon s'écrier :
« 'I Dig a Pygmy', by Charles Hawtrey and the Deaf Aids... Phase One, in which Doris gets her oats! »
(« "J'aime un pygmée", par Charles Hawtrey et les Sonotones... Phase Un, dans laquelle Doris obtient son avoine ! »)
Cette improvisation absurde, enregistrée le 21 janvier, est placée en ouverture de l'album par Phil Spector et apparaît autant dans le film Let It Be que la télésérie Get Back.

## Interprètes
- Paul McCartney : chant, guitare acoustique
- John Lennon : chant, guitare acoustique, sifflement
- George Harrison : ligne de basse sur une guitare électrique Fender Telecaster
- Ringo Starr : batterie

## Reprises
Two of Us a été reprise par Boney M (Oceans of Fantasy), Guster (Satellite EP), Aimee Mann et Michael Penn (bande originale du film Sam, je suis Sam), et par Jack Johnson et Matt Costa durant leur tournée en 2005.

## Culture populaire
Two of Us est aussi le titre d'une fiction télévisée de 2000 qui revient sur le jour de 1976 où Lorne Michaels offrit, sur le plateau de Saturday Night Live, 3000 dollars aux Beatles pour qu'ils se reforment dans son émission. Le récit se base sur une série de conversations imaginées entre John Lennon (Jared Harris) et Paul McCartney (Aidan Quinn), alors de passage à New York avec son groupe Wings. Il n'y a pas d’élément permettant de dire que cette rencontre eut lieu, mais elle est néanmoins plausible.
En 2007, durant la conférence All Things Digital, Steve Jobs cita le vers « You and I have memories longer than the road that stretches out ahead » (« Toi et moi avons des souvenirs plus longs que la route qui s'étend devant ») en référence à ses relations avec Bill Gates.
En 2011, le film Restless utilise la chanson durant le générique d'ouverture.